# Australia na Zimowych Igrzyskach Olimpijskich 2006
Australię na Zimowych Igrzyskach Olimpijskich 2006 reprezentowało 40 sportowców (23 mężczyzn i 17 kobiet). Chorążym ekipy była Alisa Camplin.

## Medale

### Złoto
- Dale Begg-Smith - jazda po muldach

### Brąz
- Alisa Camplin - skoki akrobatyczne

## Wyniki

### Narciarstwo alpejskie
- AJ Bear

supergigant - DNF
- Craig Branch

zjazd - 32. miejsce
- Jono Brauer

kombinacja - DNF
slalom - DNF
- Bradley Wall

slalom gigant - DNF

### Biathlon
- Cameron Morton

bieg indywidualny na 20 km - 83. miejsce
bieg sprinterski na 10 km - 82. miejsce

### Bobsleje
- Astrid Loch-Wilkinson/Kylie Reed

dwójki pań - 14. miejsce
- Shane McKenzie/Jeremy Rolleston

dwójki panów - 22. miejsce

### Biegi narciarskie
- Esther Botommley

sprint - 52. miejsce
- Clare-Louise Brumley

bieg łączony na 15 km - 42. miejsce
- Paul Murray

sprint - 51. miejsce

### Łyżwiarstwo figurowe
- Joanne Carter

solistki - DNF

### Freestyle
- Jason Begg-Smith

muldy - 20. miejsce
- Manuela Berchtold

muldy - 14. miejsce
- Jacqui Cooper

skoki - 8. miejsce
- Nick Fisher

muldy - 12. miejsce
- Elizabeth Gardner

skoki - 23. miejsce
- Lydia Ierodiaconou

skoki - 14. miejsce
- Michael Robertson

muldy - 24. miejsce

### Saneczkarstwo
- Hannah Campbell-Pegg

jedynki pań - 23. miejsce

### Short track
- Lachlan Hay

sztafeta na 5000m - 6. miejsce
- Stephen Lee

sztafeta na 5000m - 6. miejsce
- Alex McEwan

500m - 22. miejsce
- Mark McNee

1500 m - 20. miejsce
1000 m - 20. miejsce
sztafeta na 5000 m - 6. miejsce
- Emily Rosemond

1500 m - 25. miejsce
1000 m - 12. miejsce
- Elliot Shriane

sztafeta na 5000 m - 6. miejsce

### Skeleton
- Shaun Boyle

skeleton panów - 22. miejsce
- Michelle Steele

skeleton pań - 13. miejsce

### Snowboard
- Mitchell Allan

halfpipe - 31. miejsce
- Torah Bright

halfpipe - 5. miejsce
- Andrew Burton

halfpipe - 32. miejsce
- Holly Crawford

halfpipe - 18. miejsce
- Damon Hayler

snowboardcross - 7. miejsce
- Ben Mates

halfpipe - 42. miejsce
- Emanuel Oppliger

slalom gigant - 15. miejsce
- Johanna Shaw

slalom gigant - 29. miejsce
- Emily Thomas

snowboardcross - 21. miejsce